# Iglesia de Santa Brígida y el Beato Hemming
La Iglesia de Santa Brígida y el Beato Hemming (en finés: Pyhän Birgitan ja Autuaan Hemmingin kirkko) es un edificio religioso que pertenece a la Iglesia católica y representa un templo parroquial en Turku, una ciudad del país europeo de Finlandia. El edificio de la iglesia fue terminado en 1966. Está situado en el centro de Turku en Ursininkadulla. Fue consagrada en honor de Santa Brígida de Suecia.
Con más de 80 años de antigüedad, la iglesia católica de Turku tiene 1 194 miembros (2005), la mayoría de los cuales tienen antecedentes extranjeros (aumentó significativamente a expensas de los inmigrantes del sudeste de Asia y Polonia). Forma parte de un conjunto de edificios parroquiales católicos que fueron terminados a partir de 1966, incluyendo una oficina administrativa, así como unas residencias. El sacerdote de la iglesia es de Polonia el padre Peter Gebara SCJ (de la Hermandad del Sagrado Corazón de Jesús o Jeesuksen Pyhän Sydämen Veljeskunta). La Iglesia de Turku también está relacionada con la Orden de Santa Brígida (birgittalaisluostari), un convento católico.